# Stanisław Rolbieski

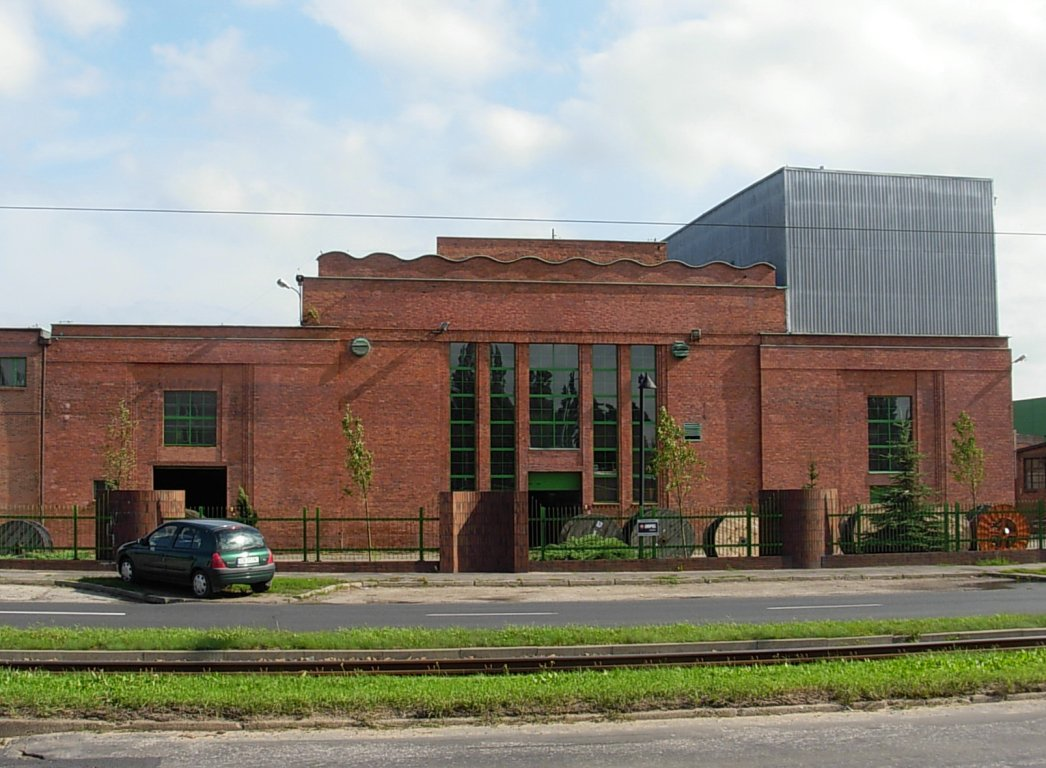
Bydgoska Fabryka Kabli wzniesiona w latach 1920–1922 z inicjatywy Stanisława Rolbieskiego (fragment hali z okresu międzywojennego, stan z 2011)

Stanisław Jan Rolbieski (ur. 11 listopada 1873 w Broniszewicach, zm. 20 października 1939 w Bydgoszczy) – polski inżynier, przedsiębiorca, działacz gospodarczy, radca miejski Bydgoszczy, założyciel fabryki „Kabel Polski” w Bydgoszczy.

## Życiorys
Urodził się 11 listopada 1873 r. w Broniszewicach w powiecie pleszewskim. Był synem urzędnika Piotra Aleksandra Rolbieckiego (nazwisko uległo zniekształceniu w dokumentach władz niemieckich) i Michaliny z Lipkowskich, starszym bratem Wandy Rolbieskiej. Uczył się w gimnazjum realnym w Bydgoszczy, gdzie w 1896 złożył egzamin dojrzałości. W okresie nauki szkolnej był szykanowany za przynależność do Towarzystwa Gimnastycznego „Sokół”. Przygotowując się do studiów inżynierskich podjął najpierw pracę jako elew w Warsztatach Kolejowych w Bydgoszczy, a następnie przez pół roku praktykował w fabryce na terenie Niemiec. W latach 1896–1901 studiował w Politechnice w Charlottenburgu, otrzymując dyplom inżyniera.
Po ukończeniu studiów pracował w koncernie elektrotechnicznym AEG, a następnie w Deutsche Kabelwerke A.G. w Berlinie. Z ramienia tej firmy prowadził prace montażowe w Hiszpanii, Norwegii, Anglii, Rosji, Belgii i Holandii. W 1913 r. wybudował dla przedsiębiorstwa filię fabryki w Londynie. W ostatnich latach przed wybuchem I wojny światowej był dyrektorem technicznym w Deutsche Kabelwerke.
Mimo korzystnych warunków pracy w Berlinie, w kwietniu 1919 wrócił do Bydgoszczy w celu organizacji życia gospodarczego w odradzającej się Rzeczypospolitej. W Podkomisariacie Naczelnej Rady Ludowej na Obwód Nadnotecki objął decernat Handlu i Przemysłu. Przygotował przejęcie za odszkodowaniem przemysłu bydgoskiego z rąk niemieckich. Od stycznia 1920 uczestniczył w reorganizacji życia w mieście jako sędzia pokoju, komisarz państwowy i honorowy radca miejski. Podlegały mu elektrownia i tramwaje, koleje, sprawy wodne i portowe. W grudniu 1921 wybrano go niepłatnym (honorowym) radcą miejskim w Bydgoszczy, z czego zrezygnował w 1924 roku. W latach 1920–1923 był zastępcą komisarza państwowego w bydgoskiej Izbie Przemysłowo-Handlowej.
Działając na rzecz spolszczenia przemysłu bydgoskiego, zainicjował wykupienie dużych przedsiębiorstw niemieckich przez miasto, m.in. firmy żeglugowej Bromberger Schleppschiffahrt (późniejszy Lloyd Bydgoski). Zabiegał o rozwój przemysłu, zwłaszcza gałęzi dotychczas w Polsce nie reprezentowanych. Zainteresował banki wielkopolskie projektem budowy pierwszej w Polsce fabryki kabli. Z jego inicjatywy 21 września 1920 założono przedsiębiorstwo Kabel Polski Sp. Akc., którego został dyrektorem (1920–1923). Równocześnie zainicjował założenie sp. akc. „Kauczuk”, przewidzianej jako przedsiębiorstwo kooperujące. Jako dyrektor nadzorował budowę Bydgoskiej Fabryki Kabli, ukończonej w 1922.
Od 1920 był zarządcą Fabryki Karbidu w Smukale k. Bydgoszczy, filii przedsiębiorstwa Brandenbürgische Carbidwerke. W 1922 przeprowadził wykupienie tej fabryki przez założoną w tym celu sp. akc. „Karbid Wielkopolski”, której znacznym udziałowcem było miasto Bydgoszcz. Jako dyrektor „Karbidu” zmodernizował i rozbudował fabrykę. Wiele starań poświęcał higienie pracy i warunkom bytowym pracowników. Zadbał o zagospodarowanie należących do „Karbidu” nieużytków nad Brdą, a przy udziale specjalistów z Instytutu Rolniczego w Bydgoszczy, o zarybienie Brdy.
Uczestniczył finansowo w licznych akcjach społecznych, charytatywnych i kulturalnych. Od 1923 był członkiem Towarzystwa Przyjaciół Szkoły Podchorążych w Bydgoszczy, a w 1928 został jego prezesem (później członek honorowy). Działał w Związku Obrony Kresów Zachodnich, później Polskim Związku Zachodnim. W latach 1927–1934 był konsulem honorowym Szwecji w Bydgoszczy.
Po wybuchu II wojny światowej i wkroczeniu Niemców do Bydgoszczy, nie ewakuował się, czując się odpowiedzialny za los pracowników i mienie przedsiębiorstwa. Władze niemieckie oskarżyły go o demontaż i ewakuację ważnych części maszyn i urządzeń Bydgoskiej Fabryki Kabli oraz o wysadzenie tamy fabrycznej i mostu na Brdzie przez wycofujące się wojsko. 20 października 1939 wraz z żoną i synem został aresztowany i tego samego dnia stracony wraz z nimi w Lesie Gdańskim przy cmentarzu św. Wincentego à Paulo na Bielawkach.

### Życie prywatne
Stanisław Rolbieski od 1906 był żonaty z Emilią, córką doktora medycyny Aleksandra Wilka-Czarnowskiego z Opola. Miał syna Romana Aleksandra (1908–1939), sędziego grodzkiego w Inowrocławiu i córkę Stellę Marię, historyka, żonę pułkownika Zbigniewa Szacherskiego.

## Ordery i odznaczenia
- Krzyż Kawalerski Orderu Odrodzenia Polski (9 listopada 1931)[1]
- Złoty Krzyż Zasługi

## Upamiętnienie
W 2012 w wyniku konkursu, nazwano jego imieniem jedną z ulic na terenie Bydgoskiego Parku Przemysłowo-Technologicznego.